# Hercule Poirot (série télévisée)
Pour les articles homonymes, voir Hercule Poirot et Poirot.
Hercule Poirot (Agatha Christie's Poirot) est une série télévisée britannique de 70 épisodes créée d'après l'œuvre d'Agatha Christie et diffusée entre le 8 janvier 1989 et le 13 novembre 2013 sur London Weekend Television/ITV1.

## Diffusion en France
La série est diffusée à partir du 16 avril 1991 sur FR3. Elle est ensuite acquise par La Cinq en 1992 qui n'aura eu le temps de diffuser qu'un unique épisode, Énigme à Rhodes le 11 avril 1992, avant de devoir déposer le bilan. L'épisode L'Appartement du troisième devait être diffusé le 18 avril 1992. La série est alors rediffusée sur FR3 puis France 3. Par la suite, elle est régulièrement diffusée sur TMC depuis 1994, puis aussi France 2 et TV Breizh.

## Synopsis
Hercule Poirot, ancien policier belge, a pris sa retraite et quitté son pays pendant la Première Guerre mondiale. Il vit désormais à Londres, où il s'est établi comme détective privé. Durant les années 1930, sa réputation d'enquêteur hors pair est devenue internationale et de nombreuses personnes font appel à lui pour percer des mystères (souvent des assassinats) que la police n'a pas su résoudre.
Dans les premiers temps, Hercule Poirot mène ses enquêtes avec le capitaine Arthur Hastings (un vétéran de la British Army), l'inspecteur James Japp (un policier de Scotland Yard) et Felicity Lemon (la secrétaire de Poirot). Mais, au fil des ans, ses amis s'éloignent de lui (chacun ayant fait sa vie de son côté) et Poirot se retrouve souvent obligé d'enquêter avec l'extravagante Ariadne Oliver, une autrice de romans policiers.

## Distribution

### Acteurs principaux
- David Suchet (VF : Roger Carel (Saisons 1-12) puis Philippe Ariotti (Saison 13)) : Hercule Poirot, le détective belge
- Hugh Fraser (VF : Jean Roche) : Capitaine Arthur Hastings, capitaine de l'ordre de l'Empire britannique (saisons 1 à 8 et 13)
- Philip Jackson (VF : Claude d'Yd puis Jean-Pierre Moulin) : Inspecteur-chef James Japp (saisons 1 à 8 et 13)
- Pauline Moran (VF : Laure Santana) : Felicity Lemon, secrétaire d'Hercule Poirot (saisons 1 à 3, 5 à 8 et 13)
- David Yelland (VF ?) : George, le valet d'Hercule Poirot (saisons 10 à 13)
- Zoë Wanamaker (VF : Christine Delaroche) : Ariadne Oliver, autrice de romans policiers (saisons 10 à 13)

## Épisodes
La série est composée de treize saisons. Les premières comportent en moyenne dix épisodes tandis que les dernières saisons  n'en comptent plus que quatre. Au fur et à mesure de l'avancement de la série, la longueur des épisodes passe de 50 minutes en moyenne (lorsqu'il s'agit de l'adaptation d'une nouvelle) à 100 minutes (pour l'adaptation d'un roman), puis 90 à partir de la saison 9.
En novembre 2011, ITV a annoncé la future adaptation des cinq dernières histoires d'Hercule Poirot qui forment la 13e et dernière saison.
À part « La succession Lemesurier », l'intégralité des nouvelles et romans mettant en scène Hercule Poirot a été adaptée pour cette série. Seul le recueil Les Travaux d'Hercule a été condensé en un épisode de 90 minutes. La pièce de théâtre Black Coffee n'a pas non plus été retenue.

## Production

### Développement de la série
En 1988, le producteur Brian Eastman et le scénariste Clive Exton travaillent sur le projet d'une série consacrée au personnage de Hercule Poirot. Il est décidé d'ancrer la série dans les années 1930 et d'utiliser le style Art déco.
Après avoir vu David Suchet dans la série télévisée Blott on the Landscape (en), la famille d'Agatha Christie lui suggère d'incarner Hercule Poirot, ce que l'acteur finit par accepter. Suchet se met alors à lire tous les romans et recueils de nouvelles de Poirot, et à regarder toutes les adaptations télévisuelles et cinématographiques. Il prend des notes sur le personnage, ses manières, ses préférences (jusqu'au nombre de sucres dans le thé), et garde avec lui une feuille sur laquelle il inscrit les détails les plus importants.
Les épisodes sont essentiellement des adaptations de cinquante minutes de nouvelles mettant en scène Hercule Poirot. Quelques romans sont également adaptés sous forme de téléfilms de cent minutes, tels que La Maison du péril ou La Mystérieuse Affaire de Styles. Alors que la cinquième saison voit l'adaptation des dernières nouvelles, les quatrième et sixième saisons sont, quant à elles, uniquement composées d'adaptations de romans en téléfilms.
En 1996, après la sixième saison, la chaîne de télévision britannique ITV décide d'arrêter la série, malgré le vif désir de David Suchet d'adapter, en plus des nouvelles, tous les romans existants d'Hercule Poirot. Selon ITV, la production de l'adaptation des romans coûterait trop cher. La série fait de bonnes audiences lors de sa rediffusion aux États-Unis, à tel point qu'en 2000, la chaîne américaine A&E passe un accord avec ITV pour produire deux nouveaux épisodes, qui constituent une septième saison. Face aux bons résultats, une coproduction entre London Weekend Television (puis Granada) et A&E est mise en place pour tourner d'autres épisodes. Les épisodes sont, désormais, tous d'une durée de cent minutes et le générique de la série disparaît (seul le logo est conservé).
À partir de la neuvième saison, le ton et l'aspect visuel de la série changent complètement : les épisodes sont de plus en plus sombres et complexes, à l'instar des livres, attribuant désormais une part plus grande à l'aspect psychologique et atténuant beaucoup l'humour. Le style Art déco est abandonné, les décors sont plus somptueux. De la même façon, le générique d'origine disparaît entièrement ; un nouveau logo "Agatha Christie/Poirot" est utilisé et le thème original de la musique est réadapté. Les acteurs Hugh Fraser, Philip Jackson et Pauline Moran n'apparaissent plus, faisant place à de nouveaux personnages récurrents : la romancière Ariadne Oliver, incarnéé par Zoë Wanamaker, et George, le valet d'Hercule Poirot, interprété par David Yelland.
David Suchet a souvent déclaré qu'il comptait adapter tous les romans et nouvelles d'Agatha Christie concernant Hercule Poirot. Son vœu a été exaucé puisque le 14 novembre 2011, ITV a annoncé la mise en production en 2012 de cinq épisodes de l'ultime saison. Les acteurs Hugh Fraser, Philip Jackson et Pauline Moran, incarnant respectivement le capitaine Hastings, l'inspecteur Japp et Miss Lemon, n'apparaissaient plus dans la série depuis la huitième saison (2001) ; cependant le 18 février 2013, ITV annonce leur retour dans l'épisode Les Quatre de la treizième et dernière saison de la série. Hugh Fraser revient également dans l'ultime épisode, Hercule Poirot quitte la scène, dans lequel Hastings a un rôle important.

### Fiche technique
- Titre original : Agatha Christie's Poirot
- Titre alternatif : Poirot
- Titre français : Hercule Poirot
- Pays d'origine :  Royaume-Uni
- Langue originale : anglais
- Saisons diffusées : 13 (70 épisodes)
- Producteurs : Brian Eastman (saisons 1-8), Margaret Mitchell (saison 9), Trevor Hopkins (saisons 10-11), Karen Thrussell (saisons 11-12) et David Boulter (saison 13)
- Sociétés de production :
  - Picture Partnership Productions (saisons 1-2) puis Carnival Films (saisons 3-8)
  - London Weekend Television (saisons 1-6, 9) puis London Weekend Television/Granada (saisons 10-11) devenu ITV Studios (saisons 12-13)
  - A&E Television Networks (saisons 7-10)
  - Agatha Christie Ltd. (saisons 7-13)
  - WGBH Boston (saisons 11-12)
  - Masterpiece (saison 13, épisodes 2 & 3)
- Diffuseur original : ITV
- Année de création : 1989
- Durée moyenne d'un épisode : 50 minutes (saisons 1 à 3 et 5) / 100 minutes (saisons 3 - épisode 1 seulement - 4, 6 à 8) / 90 minutes (saisons 9 à 13)
- Genre : policier
- Lieu de tournage : Twickenham Film Studios, Londres
- Doublage[8] :
  - Sociétés: Synchro-France (saisons 1-10) ; Mediadub International (saisons 11-13)
  - Direction : Jean Roche (saisons 1-10) ; Nicole Favart (saisons 11-13)
  - Adaptation : Jean Roche & Christine Avery (saisons 1-10) ; Amanda Paquier, Christine Bonnet et Chantal Carrière (saisons 11-13)

### Diffusion internationale
La série est diffusée un peu partout dans le monde. Voici une liste des diffuseurs connus:
- Australie : ABC
- Brésil : Globosat
- Canada : Radio-Canada
- France : France Télévisions, TMC puis TV Breizh
- Italie : Mediaset
- Japon : NHK
- Royaume-Uni : ITV
- Russie : TV Centre
- États-Unis : PBS

### Musique
Le producteur Brian Eastman ayant l'habitude de travailler avec le compositeur Christopher Gunning, c'est donc tout naturellement qu'il lui demande de créer la musique de la série Hercule Poirot. Christopher Gunning compose alors le thème du générique ainsi que la musique des neuf premières saisons, ce qui lui vaudra un BAFTA TV Award de la Meilleure musique originale pour la télévision. En raison de problèmes familiaux, Christopher Gunning doit faire une pause ; il ne travaillera pas à la dixième saison. Les producteurs font donc appel à Stephen McKeon pour le remplacer. Finalement, les nouveaux producteurs, satisfaits du résultat qui correspond mieux au changement de ton de la série, ne reprennent pas Christopher Gunning et gardent Stephen McKeon pour la onzième saison.
À sa plus grande surprise, Christian Henson devient le nouveau compositeur pour la saison 12. Il reste compositeur pour la treizième saison.
Discographie

## Accueil

### Réception critique
Selon Mathew Prichard, le petit-fils d'Agatha Christie, David Suchet est l'acteur le plus convaincant en Hercule Poirot et il regrette que sa grand-mère ne l'ait jamais vu.

### Audiences de la douzième saison en France
La douzième saison a fait une moyenne de 1 100 000 téléspectateurs (soit 5 % de part d'audience). Ce sont de bonnes audiences pour TMC, devançant France 3 lors de la diffusion du premier épisode et se retrouvant face au concours Miss France lors de la diffusion du quatrième épisode.
| Numéro d'épisode | Titre d'épisode              | Date de la 1re diffusion | Nombre de téléspectateurs | Part d'audience |
| ---------------- | ---------------------------- | ------------------------ | ------------------------- | --------------- |
| 12.1             | Les Pendules                 | 24 septembre 2011        | 1 295 000                 | 6,2 %           |
| 12.2             | Drame en trois actes         | 1er octobre 2011         | 1 097 000                 | 5,3 %           |
| 12.3             | Le Crime d'Halloween         | 26 novembre 2011         | 950 000                   | 4,1 %           |
| 12.4             | Le Crime de l'Orient-Express | 3 décembre 2011          | 1 035 000                 | 4,2 %           |

### Audiences de la treizième saison en France
| Numéro d'épisode | Titre de l'épisode             | Date de la 1re diffusion | Nombre de téléspectateurs | Part d'audience |
| ---------------- | ------------------------------ | ------------------------ | ------------------------- | --------------- |
| 13.1             | Une mémoire d'éléphant         | 27 décembre 2013         | 914 000                   | 3,7 %           |
| 13.2             | Les Quatre                     | 20 décembre 2013         | 1 329 000                 | 5,3 %           |
| 13.3             | Poirot joue le jeu             | 23 avril 2014            | 1 087 000                 | 4,3 %           |
| 13.4             | Les Travaux d'Hercule          | 14 mai 2014              | 1 211 000                 | 4,8 %           |
| 13.5             | Hercule Poirot quitte la scène | 21 mai 2014              | 1 495 000                 | 6,5 %           |

### Distinctions

#### Récompenses
- 1990: British Academy Television Awards
  - Meilleure création de costumes
  - Meilleurs graphismes
  - Meilleurs maquillages
  - Meilleure musique originale pour la télévision

#### Nominations
- 1990 : British Academy Television Awards
  - Meilleurs création de décors
  - Meilleure création de costumes
- 1991 : British Academy Television Awards
  - Meilleure série dramatique
  - Meilleur acteur pour David Suchet
  - Meilleure création de costumes
  - Meilleur son
- 1991 : Royal Television Society Awards du Meilleur montage d'une série dramatique
- 1992 : British Academy Television Awards
  - Meilleure série dramatique
  - Meilleure création de costumes
  - Meilleurs maquillages
- 2010 : Satellite Award du meilleur acteur dans une mini-série ou un téléfilm pour David Suchet
- 2011 : Producers Guild of America Awards du Meilleur producteur pour un long-métrage

## Bâtiments Art déco

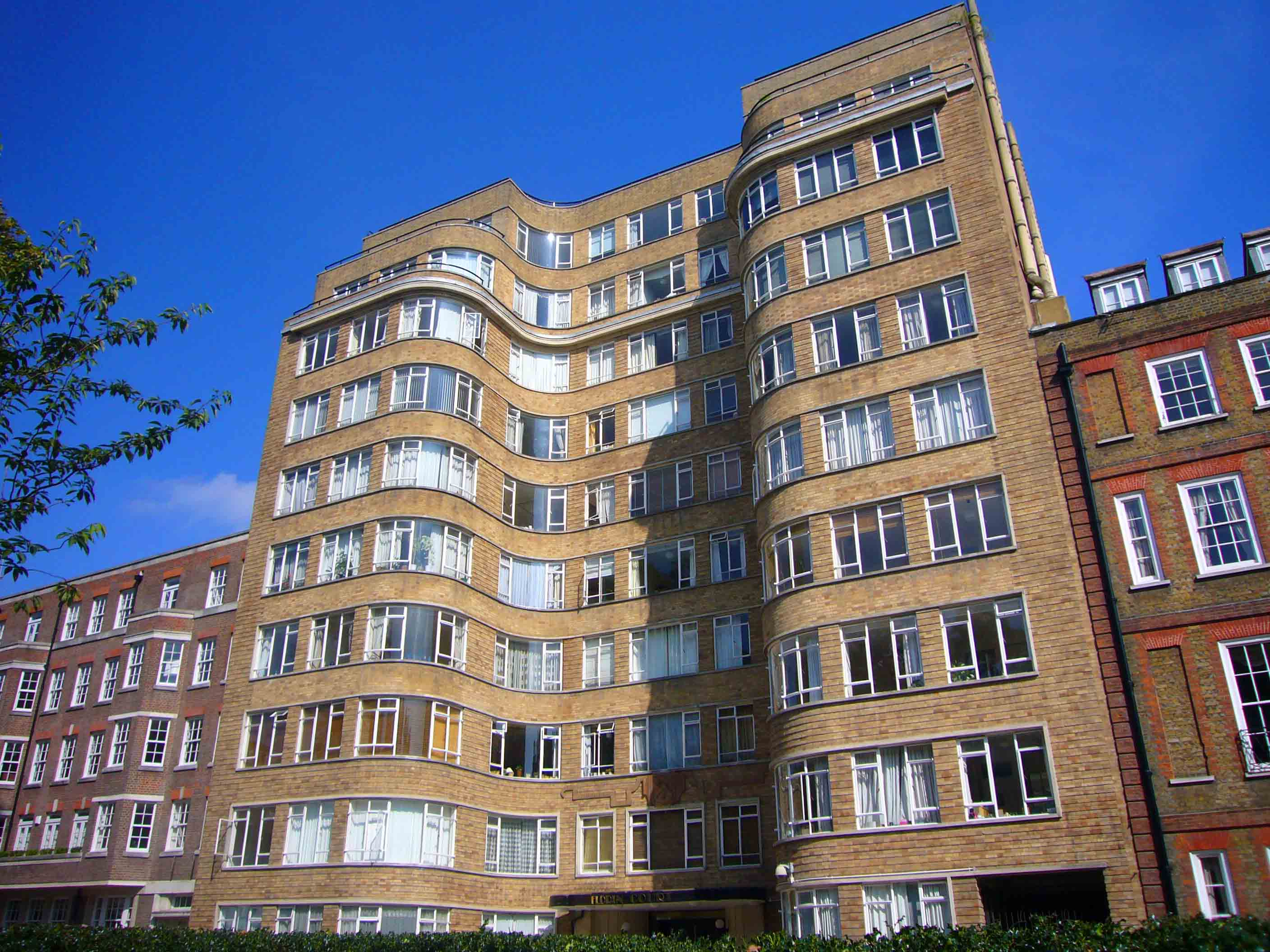
Florin Court (quartier de Smithfield) représente Whitehaven Mansions, la résidence d'Hercule Poirot.

Les couvertures des livres d'Agatha Christie s'inspirant souvent du style Art déco, la série reprend cette idée. Les enquêtes ont lieu dans des bâtiments de cette époque. Ainsi l'appartement d'Hercule Poirot se situe dans un bâtiment résidentiel, le Florin Court, 51° 31′ 15″ N, 0° 05′ 56″ O, construit en 1936 et situé côté est de Charterhouse Square à Smithfield, Londres.
Chaque épisode, lorsque l'histoire le permet, met en scène un bâtiment représentatif du style des années 1930 :
- La gare Art Déco de Surbiton 51° 23′ 33″ N, 0° 18′ 16″ O, Surrey, pour La Cuisine mystérieuse de Clapham
- Le Penguin Pool, du zoo de Londres 51° 32′ 02″ N, 0° 09′ 12″ O, pour Vol au château.
- La Villa High and Over, Highover Park, 51° 40′ 01″ N, 0° 36′ 15″ O Amersham, Buckinghamshire, pour Le Roi de trèfle.
- Le Hoover building, Perivale, Londres, pour Le Songe.
- L'Imperial Hotel, à Torquay, pour La Maison du péril.
- La Villa Joldwynds, à Holmbury St. Mary,51° 10′ 25″ N, 0° 24′ 50″ O et le Circuit de Brooklands (en partie démoli lors la Seconde Guerre Mondiale), tous deux dans le Surrey, pour La Disparition de M. Davenheim ; la maison Joldwynds est, de nouveau, mise en scène dans l'épisode Christmas Pudding.
- Le Midland Hotel, à Morecambe, dans le Lancashire, pour Double manœuvre.
- L'aéroport de Shoreham, situé près de Brighton, à Lancing, dans le district d'Adur du Sussex de l'Ouest, pour L'Aventure de l'Étoile de l'Ouest ; on retrouve l'aéroport de Shoreham dans l'épisode La Mort dans les nuages.
- Arnos Grove Station et le  Royal Masonic Hospital, Ravenscourt Park, tous deux à Londres, ainsi qu'une maison Art Déco non définie, dans le Surrey, pour Le Guêpier.
- Le Broadcasting House siège de la BBC, à Londres, et l'ensemble résidentiel Highpoint 1, dans le district londonien de Haringey, pour Le Bal de la victoire.
- Le De La Warr Pavillon50° 50′ 15″ N, 0° 28′ 18″ E, à Bexhill-on-Sea, Sussex de l'Est, pour A.B.C. contre Poirot et Le Meurtre de Roger Ackroyd.
- Le Théâtre des Champs-Élysées, le Palais de Tokyo, le funérarium du cimetière de Passy, la rue du Docteur Blanche et le Palais de la Porte Dorée, à Paris, ainsi que l'aérogare du Bourget pour La Mort dans les nuages.
- L'ensemble résidentiel Lichfield Court, dans le district londonien de Richmond upon Thames, pour Un, deux, trois....
- L'Ocean Hotel, à Saltdean, près de Brighton, pour Vol de bijoux à l'Hôtel Métropole.
- L'Eastbourner Pier (Jetée d'Eastbourne), à Eastbourne, importante station balnéaire du comté du Sussex de l'Est, sur la côte sud de l’Angleterre pour Vol de bijoux à l'Hôtel Métropole.
- Le Burgh Island Hotel, 50° 16′ 47″ N, 3° 54′ 01″ O, à Bigbury-on-Sea, dans le Devon, pour Les Vacances d'Hercule Poirot.
- La Villa St Ann (St Ann's Court)51° 23′ 45″ N, 0° 31′ 26″ O, à Chertsey, dans le Surrey et l'Eltham Palace 51° 26′ 50″ N, 0° 02′ 53″ E à Eltham, municipalité londonienne de Greenwich, pour Drame en trois actes.
- La Villa Serena, à Menton, pour Le Train Bleu.

## Commentaires
Avec son crâne chauve et sa petite taille, l'acteur David Suchet était parfait pour jouer le rôle de l'enquêteur. Il fallut lui mettre une fausse moustache, qui changea au fil des années.
La série est censée refléter l'atmosphère des histoires d'Agatha Christie : l'amour de Poirot pour l'ordre et la méthode, sa vanité, mais aussi l'attention que porte le capitaine Arthur Hastings aux jolies femmes.
Les années 1930 sont également bien recréées, passant des bâtiments de style Art déco aux vieux manoirs anglais. Il ne faut pas oublier non plus Philip Jackson, qui a bien compris le caractère de Japp, l'Inspecteur de Scotland Yard qui s'attribue souvent les succès de Poirot, ainsi que Pauline Moran qui joue la méthodique Miss Lemon, secrétaire du héros.
Plusieurs épisodes se concluent, après la traditionnelle réunion au cours de laquelle Poirot dévoile l'identité du coupable, par une course-poursuite consécutive à la fuite du coupable, éléments inexistants dans le roman ou la nouvelle adaptés.
Le comédien Roger Carel double la voix de David Suchet. La version originale révèle que David Suchet a une voix plus grave que celle de Carel. Quand ce dernier prend sa retraite, Philippe Ariotti le remplace dans la dernière saison.

## Produits dérivés

### Sorties DVD
Toutes les saisons 1 à 13 sont disponibles en coffrets DVD et Bluray aux éditions Elephant films. La série existe également sous la forme d'une collection kiosque aux éditions Atlas en 2006. À l'été 2010, une nouvelle collection des chefs-d'œuvre d'Agatha Christie en DVD est mise en vente en kiosque, par la société S.A.S Cobra, la propriété de l'œuvre appartient cette fois-ci aux Studios Canal +. Cette collection rassemble les meilleures enquêtes de Hercule Poirot et de Miss Marple.